# ماورو غوميز
ماورو غوميز هو لاعب كرة قاعدة دومينيكاني، ولد في 7 سبتمبر 1984 في باني في جمهورية الدومينيكان.

## وصلات خارجية
- ماورو غوميز على موقع دوري كرة القاعدة الرئيسي (الإنجليزية)
- ماورو غوميز على موقع الدوري الياباني لكرة القاعدة (الإنجليزية)
- ماورو غوميز على موقعبيزبول رفرنس.كوم (الدوري الرئيسي) (الإنجليزية)
- ماورو غوميز على موقعبيزبول رفرنس.كوم (الدوري الثانوي) (الإنجليزية)
- ماورو غوميز على موقع إي إس بي إن.كوم (أم.أل.بي) (الإنجليزية)
- ماورو غوميز على موقع مشجعي الرسوم البيانية (الإنجليزية)